# Andorra MoraBanc Clàssica 2025
La 1re édition de l'Andorra MoraBanc Clàssica a lieu le 22 juin 2025 en Andorre. Cette course cycliste d'un jour fait partie du calendrier UCI Europe Tour 2025 en catégorie 1.1 (troisième niveau mondial). 

## Présentation

### Parcours
Le parcours de 138,5 km ne comporte guère de parties plates et totalise un dénivelé positif de 4 270 m. Partant d'Andorre-la-Vieille, le parcours grimpe rapidement le Port d'Envalira et atteint son sommet (altitude de 2 407 m) après 34,8 km de course. Ensuite le Coll d'Ordino et le Coll de la Comella sont au programme. Après un passage par Encamp, la quatrième difficulté répertoriée de la journée est le Coll de Beixalis franchi à 23 kilomètres de l'arrivée. Les coureurs traversent La Massana à 12 kilomètres du terme puis grimpe vers l'arrivée située au sommet, au Coll de la Botella (altitude de 2 070 m).

### Équipes participantes
| WorldTeams (4)- Arkéa-B&B Hotels - EF Education-EasyPost - Lidl-Trek - Movistar Team ProTeams (10)- Q36.5 Pro Cycling Team - Burgos-Burpellet-BH - Caja Rural-Seguros RGA - Equipo Kern Pharma - Euskaltel-Euskadi - Team Polti VisitMalta - Team TotalEnergies - Unibet Tietema Rockets - VF Group-Bardiani CSF-Faizanè - Wagner Bazin WB Équipes continentales (6)- CIC U Nantes - Illes Balears Arabay - Petrolike - Nice Métropole Côte d'Azur - Anicolor/Tien 21 - Team Sistecrédito |
| |

## Classement
| \| Classement général \| Classement général \| Classement général \| Classement général \| Classement général \| \| Coureur \| Coureur \| Pays \| Équipe \| Temps \| \| ------------------ \| ------------------ \| ------------------ \| ------------------ \| ------------------ \| |         |      |        |       |
| |         |      |        |       |
| |         |      |        |       |
| Classement général |         |      |        |       |
| Coureur | Coureur | Pays | Équipe | Temps |

## Liste des participants
| Légende | Légende                                                                    | Légende | Légende                                                    |
| ------- | -------------------------------------------------------------------------- | ------- | ---------------------------------------------------------- |
| Num     | Dossard de départ porté par le coureur sur Andorra MoraBanc Clàssica       | Pos     | Position à l'arrivée de la course                          |
|         | Indique un maillot de champion national ou mondial, suivi de sa spécialité | NP      | Indique un coureur qui n'a pas pris le départ de la course |
| AB      | Indique un coureur qui n'a pas terminé la course                           | HD      | Indique un coureur qui a terminé la course hors des délais |
| DSQ     | Indique un coureur qui a été disqualifié de la course                      |         |                                                            |